# Jorkyball
Il jorkyball è uno sport di squadra ispirato al calcio a 5, allo squash e al pop tennis. Viene anche chiamato calcio a 2 o calcio in gabbia.

## Storia
Ideato in Francia attorno al 1987, fu presente come sport dimostrativo ai Mondiali di Italia '90. È diffuso in gran parte dell'Europa, con l'organizzazione in mano alla Jorkyball International Federation.

## Regolamento

### Struttura di gioco
- Il campo è delimitato da una gabbia, con la forma di parallelepipedo e le seguenti dimensioni:
  - Lunghezza: 9,80 m
  - Larghezza: 4,80 m
  - Altezza: 2,70 m
  - Porta: 1 m
- Il terreno, realizzato in erba sintetica o linoleum, ha una superficie di 50 m²
- Il pallone, in feltro, ha un peso di 200 g.

### La partita
- Un incontro si disputa al meglio dei 3 set, con 7 gol necessari per vincere la ripresa.[4] Nel terzo set, è richiesto un vantaggio di 2 gol per vincere: con l'eventuale risultato di 9-9, la vittoria va alla prima squadra che realizza un gol.[4][5]
- Ogni squadra si compone di 2 giocatori (difensore e attaccante), più le eventuali riserve in panchina (1 o 2 giocatori).[4] I ruoli vengono definiti all'inizio del set, senza possibilità di cambiarli: vanno, obbligatoriamente, invertiti nel set successivo.[4] Nell'eventuale terzo set, sono invece liberi[4]: un'eventuale sostituzione è ammessa soltanto all'inizio del set.[4]
- L'attaccante può muoversi liberamente nel campo, tranne che nella "zona rossa" avversaria (area difensiva, segnalata da una linea posta ad un metro dalla porta)[4]: il difensore non può invece valicare il centrocampo, tranne nel caso in cui venga in possesso del pallone. In tal caso, può superare la linea mediana (senza però accedere all'area difensiva) e concludere a rete, con l'obbligo di rientrare immediatamente dopo.[4] Di norma, le valicazioni di linea vengono sanzionate con una punizione da centrocampo.[4]
- Il possesso di palla nella propria area difensiva è consentito fino a 7": l'attaccante ha, invece, a disposizione 12" per la finalizzazione.[4]
- Il fallo di mano viene punito con un rigore, battuto dalla linea di centrocampo più vicina al difensore: in caso di fallo volontario, la squadra avversaria dispone di 3 tentativi per realizzare il rigore.[4]
- È possibile segnare con un tiro diretto oppure con un tiro di sponda[4]: dopo il gol, è la squadra realizzatrice a far riprendere il gioco.[4] Ciò avviene calciando la palla dal limite della propria area difensiva (ingaggio).[4]